# NCK2
Ne doit pas être confondu avec NCK.
La protéine cytoplasmique NCK2, également connue sous le nom NCK-beta et Grb4, est une protéine qui, chez l'homme, est codée par le gène NCK2,,,.

## Description et fonction
NCK appartient à la famille des protéines adaptatrices, il existe deux gènes NCK chez les mammifères, NCK1 et NCK2. Au sein de l'espèce humaine, NCK1 est localisé sur le chromosome 3 et NCK2 est situé dans le chromosome 2. La protéine est composée de trois domaines SH3 (en) et un domaine SH2 (en). La protéine n'a pas de fonction catalytique connue. Néanmoins, il été a démontré qu'elle s'associe et qu'elle recrute diverses protéines impliquées dans la régulation de la protéine tyrosine kinases réceptrice. C'est grâce à ces actions régulatrices que cette protéine est censée être impliquée dans la réorganisation du cytosquelette. En outre, des variants d'épissage, de transcription alternatives et codant différentes protéines de type isoformes, ont été identifiés sur cet adaptateur cytoplasmique.

## Implications et interactions
Il a été déterminé que NCK2 peut notamment interagir avec :
- Le Récepteur du facteur de croissance épidermique (EGF)[5] ;
- LIMS1 (en)[9],[10] ;
- PDGFRB (en)[11] ;
- PTK2[12] ;
- La Glycoprotéine de surface cellulaire TCD3 à chaîne d'epsilon (en)[13] ;
- TrkB (en)[14] ;
- Enfin, au cours d'une transmission synaptique, cette protéine adaptatrice de type cytoplasmique peut également entrer en interaction avec la famille d'enzymes PAK[15], dont en particulier la PAK3 (en)[16].

## Pour approfondir